# Česká ocenění designu
Toto je přehled Českých ocenění designu. V českém prostředí byla zavedena řada ocenění, pomocí kterých se upoutává pozornost veřejnosti na kvality designu. Jednotlivá ocenění se liší nejen komplexností hodnocení, ale i seriózností přístupu k posouzení kvalit. Zatímco v některých případech jde o systematické testování jednotlivých vlastností, v jiných jen o letmé povrchní dojmy více či méně kvalifikovaných odborníků. Důležité je též multidisciplinární složení hodnotících týmů. Nejjednodušší hodnocení spočívají jen v posouzení samotné estetiky designu. Pokud ovšem tento přístup čitelně deklarují, není třeba je považovat za povrchní.

## Vynikající výrobek roku – Národní cena za design
Jde o soubor tuzemských cen s nejdelší tradicí. Přestože u jeho vzniku byl kladen důraz na podporu estetiky výroby, považovali organizátoři za nezbytné, aby u hodnocených produktů šlo o kvality komplexně vyrovnané. Proto v období 1972–1989 byly příkladně laboratorně testovány ve spolupráci se státními zkušebnami. Výrobky, které prošly takovým hodnocením, pak posuzovala komise složená z designérů a teoretiků. K propagaci kvalit byly produkty v obchodní síti do roku 1989 označeny zlatou visačkou „Vybráno pro CID“. Oceňování probíhalo každoročně v létech 1964–2007. Jeho organizátory byly Rada výtvarné kultury výroby (1964–1972), Institut průmyslového designu (1972–1989), Design centrum ČR (1990–2007).

## Národní cena za studentský design
Národní cena za studentský design je oceněním za tvůrčí kvalitu návrhů produktů, které je určeno pro studenty středních a vysokých odborných škol. Posláním soutěže směřující k udělení cen je propojování škol a studentů s průmyslem a dokumentace i prezentace tvorby studentů studujících obory zaměřené na design, architekturu, umělecká řemesla, výtvarné umění a příbuzné obory. Když se v roce 2012 stala soutěž vedoucí k oceňování mezinárodní akcí, přibylo také poslání podpory mezistátní oborové komunikace.
Národní cena za studentský design je udělována Design Cabinetem CZ od roku 2008. Spolupořadatelem soutěže je Nadace Radoslava a Elaine Sutnarových. Navazuje na aktivity organizované do roku 2007 Design centrem České republiky. Přihlášené práce jsou hodnoceny třemi na sobě nezávislými mezinárodními porotami sestavenými z designérů, teoretiků designu a odborných pedagogů. Veřejnosti jsou nominované a oceněné práce prezentovány v ČR prostřednictvím dvou výstav – Nominace NCSD!!! a Nový (z)boží! Návazně se vybrané práce představují prostřednictvím Českých center v zahraničí výstavou New G(o)ods!

## Czech grand design
Ceny Czech grand Design (CGD) představují soubor ocenění v designu a některých oborech navazujících: móda, šperk, grafický design, ilustrace a fotografie. Ocenění CGD získávají také vybraní výrobci. Hodnocení provádějí členové Akademie designu, která je složena především z několika desítek novinářů, publicistů, případně kurátorů designu, doplněných o několik historiků umění. Posuzování estetické kvality designu probíhá ve třech kolech, ve druhém plní svou úlohu pět specializovaných oborových komisí vztažených k jednotlivým kategoriím (design, grafický design, fotografie apod.). Vyhlášení Cen provází atraktivní televizní show a výstava. Ceny CGD jsou udělovány od roku 2006. Pořadatelem je agentura Profil Media Praha, která také připravuje veletrh Design Blok.

## Česká cena za ergonomii designu
V České ceně za ergonomii designu dominuje důraz na psychickou, fyzickou a organizační ergonomii, současně je však požadováno vyvážení všech důležitých kvalit (ekonomie, ekologie, estetika, etika, efektivita).  Cena má inspirativní charakter, protože ergonomie (zejména její odborné testování) je v českém prostředí dlouhodobě podceňována. Ergonomické kvality nominovaných produktů jsou laboratorně testovány. Hodnocení provádí interdisciplinární komise složená z lékařů, inženýrů, psychologů, ergonomů, teoretiků komunikace, teoretiků a pedagogů designu. Udílení Cen probíhá od roku 2007 vždy jednou za několik let, když se podaří shromáždit přiměřené množství inspirativních nominací. Organizátory udílení Ceny jsou Česká ergonomická společnost, Institut informačního designu (do roku 2015), Muzeum umění a designu Benešov (do roku 2015) a Institut inteligentního designu (od roku 2017).

## Další ocenění
V českém prostředí byly nebo jsou udělovány i další ceny za design, které se ovšem týkají akcí mezinárodního charakteru, např. ocenění Bienále grafického designu v Brně, Talent designu (Zlín) nebo ocenění soutěže „Mladý obal“. Specializovaným oceněním zaměřeným na typografii a knižní kulturu je „Nejkrásnější kniha roku“. Existují také ocenění více či méně se dotýkající designových produktů, která pořádají různé komerční subjekty. Ta je však třeba vnímat odlišným úhlem pohledu v rámci systému, ve kterém fungují.